# Антарктичний холодний реверс
Антарктичний холодний реверс, (англ. Antarctic Cold Reversal, ACR) — кліматична подія інтенсивного атмосферного та океанічного похолодання в Південній півкулі (>40° пд.ш.) 12 700 і 11 000 рр. до н. е., яка перервала останнє дегляціальне потепління клімату (бл. 16 000—9 500 рр. до н. е.)
. 
Ця подія охолодження добре відзначена в льодовикових кернах Антарктики. 

А також знайдені докази льодовикових просувань із суші (південь Південної Америки , 

Нова Зеландія, 

Тасманія, 

тощо
) та океанічна акваторія 

на південь від 40° пд.ш. розширили область цього кліматичного похолодання. 
ACR ілюструє складність кліматичних змін на переході від плейстоцену до голоцену. 

Останній льодовиковий максимум і мінімум рівня моря відбулися близько 19 000 років до н.е. Після приблизно 18 000 років тому в пробах антарктичного льоду спостерігається поступове потепління. Близько 12 700 років до н.е. з-під антарктичного льодовикового щита або Лаврентійського льодовикового щита відбувається великий викид талої води, що гляціологи позначають як «імпульс талої води 1А» (Meltwater pulse 1A), обсяг якого оцінюється в 1 млн літрів в секунду. Зазначений викид талої води став причиною морської трансгресії — глобального підвищення рівня моря приблизно на 20 метрів всього за два століття, що, як вважається, вплинуло на початок беллінг-аллередської осциляції — великої зміни клімату з холодного до теплого в Північній півкулі. За цим викидом талої води в Антарктиці та в Південній півкулі в цілому було нове охолодження — антарктичний холодний реверс, який розпочався близько 12 500 р. до н.е. і тривав протягом двох тисячоліть. Це був приклад того, як потепління стало причиною охолодження. Подібним за механізмом випадком в Північній півкулі було похолодання 6200 років до н.е.
Загалом, кліматичні моделі показують зниження температури на 1,5—2 °C в Антарктиді та інших помірних регіонах, де зазвичай спостерігається просування льодовиків. У Північній півкулі почалося похолодання, відоме як пізній дріас, в той час як антарктичний холодний реверс все ще тривав, він закінчився приблизно в середині пізнього дріасу.
Зазначені події, коли в північній та південній півкулі мали місце протилежні кліматичні тенденції («південь випереджає, північ відстає»), мали аналоги й в наступних кліматичних подіях. Причина або причини різних тенденцій у двох півкулях і конкретні механізми тенденцій потепління та охолоджування є предметом вивчення та суперечок кліматологів, так само як і точне датування антарктичного холодного реверсу. 
За антарктичним холодним реверсом, приблизно 800 років потому, розпочався Океанський холодний реверс в Південному океані.